# Jenny Davidson
Jenny Davidson (nascuda l'any 1971) és una historiadora estatunidenca sobre literatura del segle XVIII, cerimonials i cultura, temes sobre els que també ha publicat monografies. Actualment és professora de llengua anglesa i de literatura comparada a la Universitat de Colúmbia (EUA). Va ser "Guggenheim Fellow" (beca Guggenheim) els anys 2005 i 2006 i va ser nominada a l'Acadèmia americana d'Arts i Ciències el mateix any. Davidson va obtenir el Premi Mark Van Doren del 2010 pel seu compromís en l'ensenyament universitari.

## Biografia
Essent alumna anteriorment de la Universitat Harvard, Davidson va completar el seu doctorat (Ph.D.) a la Universitat Yale l'any 1999 amb la tesi "Hypocrisy and the Politics of Politeness" (en català, Hipocresia i la política de la cortesia) que va ser publicada per l'editorial Cambridge University Press l'any 2004. La seva anàlisi de la literatura i la història del segle xviii, particularment el llenguatge que els autors del període utilitzaven per descriure les interaccions socials reivindicaven que "la cortesia i les maneres tenien objectius hipòcrites, principalment la subjugació de servents i dones". La seva segona publicació de no ficció "Breeding: A Partial History of the Eighteenth Century" (en català, L'educació: una història parcial del segle xviii) continua aquesta exploració d'autors de l'època de la Il·lustració juntament amb els que expressaren les critiques sobre la seva feina. La seva recerca explora les assercions fetes per John Locke i Jean-Jacques Rousseau sobre la naturalesa de la humanitat, enfocant l'estudi sobre el novel·lista Daniel Defoe i les implicacions de les seves opinions quan retrata un home en situació d'aïllament. La seva investigació revela "una fresca perspectiva en un món en lluita entre la creença en que el naixement d'una persona determina el seu lloc en el món i un altre en la qual virtualment qualsevol podria transformar-se per mitjà de l'educació" utilitzant la literatura d'aquell període com amplificador per examinar els trets socials respecte als talents innats així com els conreats. En l'obra "Reading Style: A Life In Sentences" (2014) (en català, Estil de lectura: Una vida en frases) Davidson es concentra en la frase com a unitat de significant literari.
Davidson ha escrit diverses novel·les. La seva primera, Heredity enfoca temes similars sobre etiqueta i cultura que apareixen en la seva recerca posterior. La novel·la conté un manuscrit, fictici, del segle xviii del qual el que The New York Times Book Review va dir "comenta enginyosament en la novel·la la transformació que sofreix la clàssica maduració personal en la lluita entre els impulsos enfrontats de autoperpetuació contra la autoanihilació." Heredity va ser escollida com a "Gear 100 Buzz Pick (en català, tria d'andròmines) de 2003, per la revista Gear.

## Obra

### No ficció
- Hypocrisy and the Politics of Politeness: Manners and Morals from Locke to Austen. Cambridge University Press, (Regne Unit), 2006
- Breeding: A Partial History of the Eighteenth Century. Columbia University Press NovaYork (EUA), 2008
- Reading style. A Life in Sentences. Columbia University Press NovaYork (EUA), 20014
- Reading Jane Austen. Cambridge University Press, (Regne Unit), 2017

### Ficció
- Heredity. Soft Skull Press, Nova York (EUA), 2003
- The Explosionist. Harper Teen (Collins) Nova York (EUA), 2008
- Invisible Things. Harper Teen (Collins) Nova York (EUA), 2010
- The Magic Circle. Audiollibre. Brilliance Publishing, Inc. Michigan (EUA), 2013

### Revisions i crítiques de l'obra de Davidson
"Genre versus literature". Spinrad, Norman (Oct–Nov 2013). A la revista "Books. Asimov's Science Fiction". núm.37 (10–11): 182–191. Article a The magic circle.